# Света Евфимия (Мантеня)
„Света Евфимия“ (на италиански: Sant'Eufemi) е картина на италианския художник Андреа Мантеня от 1454 г. Картината (171 x 78 см) е изложена в Зала 7 на Национален музей „Каподимонте“ в Неапол. Използвана е техниката на темпера върху плат.

## История
Света Евфимия е родена в град Халкедон през 288 г. Благодарение на богатите си родители тя получава добро образование и възпитание в християнска вяра. Но при гоненията на християните през 303 г. (при император Диоклециан) Евфимия, едва 15пгодишна, е арестувана и изведена на арената сред лъвовете. Животните обаче не я разкъсват, а едно от тях прогризва дясната ѝ ръка и тя умира от загубата на кръв.
Картината „Света Евфимия“ е била един от най-престижните експонати в музея, изграден от кардинал Стефано Борджия във Велетри. След смъртта на кардинала някои от музейните експонати са разграбени (най-вече ръкописите), а други са продадени от член на фамилията Камило Борджия. Картината също е била сред продаваните експонати и така тя попада в Неапол, закупена от Фердинанд I Бурбон.
Картината четливо е подписана от автора с „OPVS ANDREAE MANTEGNAE / MCCCCLIIII“.

## Описание
Светицата е изобразена облечена в тъмни дрехи, изправена в цял ръст под монументална арка с висящи гирлянди от плодове и листа. На картината са изобразени и символите на мъченичеството ѝ: палмовата клонка в ръката ѝ, ножът в гърдите, лъвът, захапал дясната ѝ ръка.